# 静岡市立千代田東小学校
静岡市立千代田東小学校（しずおかしりつ ちよだひがししょうがっこう）は、静岡県静岡市葵区川合三丁目にある公立小学校。

## 沿革
- 1974年（昭和49年）
  - 4月5日 - 開校式[1]。
  - 7月29日 - 校章制定[1]。
- 1999年（平成11年）2月10日 - 25周年記念式典[1]。

## 通学区域
葵区
| - 上土一丁目の一部 - 上土二丁目 - 牛田 - 加藤島 - 川合 - 川合一～三丁目 - 観山 - 諏訪 - 立石 - 天神前 | - 豊地 - 西瀬名町 - 野丈 - 東千代田二丁目・三丁目のそれぞれ一部 - 古庄五丁目・六丁目 - 南沼上の一部 - 南沼上一～三丁目 - 薬師 - 流通センターの一部 |

## アクセス
- しずてつジャストライン水梨東高線 「南沼上団地入口」停留所から、徒歩5分